# Abreulândia
Abreulândia este un oraș în Tocantins (TO), Brazilia.
1. ↑   https://cidades.ibge.gov.br/xtras/perfil.php?codmun=1700251 Lipsește sau este vid: |title= (ajutor)